# Onthophagus synceri
Onthophagus synceri är en skalbaggsart som beskrevs av Yves Cambefort 1984. Onthophagus synceri ingår i släktet Onthophagus och familjen bladhorningar. Inga underarter finns listade i Catalogue of Life.